# Zach Galligan
Zach Galligan est un acteur américain, né le 14 février 1964 à New York. Il est surtout connu pour son rôle vedette dans le film culte Gremlins en 1984 et sa suite Gremlins 2 : La Nouvelle Génération en 1990.

## Biographie
Ses parents ont divorcé quand il avait trois ans. Il a une sœur.
Lancé sur le grand écran à tout juste 20 ans, le comédien connaît d'emblée un succès avec son premier véritable film Gremlins, dans lequel il incarne Billy Peltzer, le premier rôle masculin.
Malgré l'énorme succès du film, sa carrière n'a jamais décollé.
Il devient l'un des acteurs fétiches du réalisateur Anthony Hickox qui le fera tourner dans Waxwork en 1988, Waxwork 2 : Perdus dans le temps en 1992, Warlock: The Armageddon en 1993 puis Prince Vaillant en 1997, dans lequel il partage la vedette avec Ron Perlman, Thomas Kretschmann et Katherine Heigl. Il fera même un caméo, non crédité, pour ce même réalisateur dans Hellraiser 3 .
Le reste de sa carrière reste relativement quelconque naviguant entre télévision et « direct to video ». Il participe toutefois à des séries populaires comme Melrose Place, Les Contes de la crypte et Sept à la maison.
Pour la vidéo, il apparaît dans Cyborg 3: The Recycler aux côtés de Malcolm McDowell et Richard Lynch et surtout dans le film d'horreur Butcher 3.
Pendant des années, son nom restera associé aux projets de Gremlins 3 et de Waxwork 3, qui ne verront jamais le jour.

## Filmographie
- 1982 : A Very Delicate Matter, de Claude Kerven (TV)
- 1983 : Le prisonnier (Jacobo Timerman: Prisoner Without a Name, Cell Without a Number), de Linda Yellen (TV)
- 1984 : Gremlins, de Joe Dante
- 1984 : Nothing Lasts Forever (en), de Tom Schiller
- 1985 : Surviving, de Waris Hussein (TV)
- 1986 : Crossings, de Karen Arthur (feuilleton TV)
- 1987 : The Prodigious Hickey, de Robert Iscove (TV)
- 1988 : Waxwork, d'Anthony Hickox
- 1989 : Mortal Passions, d'Andrew Lane
- 1990 : 2099 : les révoltés du désert (Rebel Storm), de Francis Schaeffer
- 1990 : Gremlins 2 : La Nouvelle Génération (Gremlins 2: The New Batch), de Joe Dante
- 1990 : Le Voyageur (The Hitchhiker) (série télévisée)
- 1990 : Toxic Shock (1990)
- 1991 : Zandalee de Sam Pillsbury
- 1991 : Prémonitions (Psychic) de George Mihalka
- 1992 : Waxwork 2 : Perdus dans le temps, d'Anthony Hickox
- 1992 : Melrose Place, de Darren Star (feuilleton TV)
- 1992 : For Love of Money, de Steven Robman (1992)
- 1992 : Les Contes de la crypte (Tales from the Crypt) (série télévisée)
- 1992 : Allez vous faire pendre (Strung Along), de Kevin Yagher
- 1992 : Round Trip to Heaven, d'Alan Roberts
- 1993 : La Guerre des sexes (All Tied Up), de John Mark Robinson (vidéo)
- 1993 : For Love and Glory, de Roger Young (TV)
- 1993 : Warlock: The Armageddon, d'Anthony Hickox
- 1994 : Caroline at Midnight, de Scott McGinnis
- 1994 : La Croqueuse de diams (Ice), de Brook Yeaton
- 1994 : Cyborg 3: The Recycler (en), de Michael Schroeder
- 1995 : Extrême (Extreme), de Ron Booth et Didier LaFond (série télévisée)
- 1997 : 5 copains... 1 fille (The First to Go), de John L. Jacobs
- 1997 : Sous le charme du mal (Cupid), de Doug Campbell
- 1997 : Prince Valiant, d'Anthony Hickox
- 1997 : Docteur Quinn, femme médecin (Dr Quinn, Medicine Woman), de Beth Sullivan (série télévisée)
- 1997 : Noël en famille (Homecoming)
- 1998 : Storm Trooper, de Jim Wynorski
- 1998 : La croisière s'amuse, nouvelle vague (The Love Boat: The Next Wave) (série télévisée)
- 1998 : Reunion, d'Anson Williams
- 1998 : Star Trek: Voyager (série télévisée), épisode Résurgence (In the Flesh), de David Livingston :  enseigne Gentry
- 1998 : Traque sur Internet (The Net) (série télévisée) : Diamonds Aren't Forever
- 1999 : Raw Nerve, d'Avi Nesher
- 1999 : The Storytellers, de James D.R. Hickox
- 1999 : Arthur's Quest, de Neil Mandt (TV)
- 1999 : Chicken Soup for the Soul (série télévisée) : My Convertible
- 2000 : Little Insects, de Gregory Gieras
- 2000 : G-Men from Hell, de Christopher Coppola
- 2001 : Gabriela, de Vincent Jay Miller
- 2001 : Point Doom, d'Art Camacho
- 2001 : What They Wanted, What They Got, de Lawrence Greenberg
- 2001 : Sept à la maison (7th Heaven), de Brenda Hampton (série télévisée)
- 2001 : Chacun son métier (Worked), de David Plenn
- 2002 : The Tomorrow Man, de Doug Campbell
- 2002 : Infested, de Josh Olson
- 2003 : Projet Momentum (Momentum), de James Seale (TV)
- 2003 : New York, section criminelle (Law & Order: Criminal Intent), de Dick Wolf (série télévisée)
- 2003 : Secret de famille (Happy Family), de Frank Prinzi (2003)
- 2005 : Legion of the Dead, de Paul Bales
- 2013 : Butcher 3 (Hatchet 3) de BJ McDonnell : Shérif Louis Fowler
- 2023 : Gremlins: Secrets of the Mogwai